# Neoplasi
Neoplasi (gr. nyvækst) er den medicinske betegnelse for tumorer eller svulster.
Tumorerne er opbygget dels af neoplastiske celler – tumorceller, hvis proliferation ikke længere er underlagt den normale kontrol – og støttevæv (kar og bindevæv), kaldet stroma. Disse to giver tilsammen neoplasmets sine egenskaber.
Klinisk inddeles neoplasier efter deres vækstmåde i benigne og maligne tumorer. De benigne tumorer vokser ekspansivt, dvs. de vokser afgrænset fra det omgivende væv, og skubber dette til siderne under væksten. Modsat de maligne tumorer der vokser invasiv, dvs. de vokser ind i det omgivende væk. Desuden kan de sprede sig med kroppens væskesystemer (lymfe og blod) til andre væv og organer, og der danne metastaser, datterknuder.
De maligne tumorer kaldes under et kræft eller cancer, uanset om der er tale om solide svulster (sammenhængende klumper rundt omkring i kroppen), eller diffuse kræftformer som leukæmi, hvor der ikke findes nogen egentlig tumor, men tumorcellerne i stedet er fordelt i hele kroppen.
Dysplasi, celleforandringer, regnes nogle gange under non-neoplasi og andre gange under neoplasi. Denne forvirring bunder i, at dysplasi kan være både reversibel, tilbage til normale celler, og irreversibel med videreudvikling til en regulær neoplasi.